# Деже Костолањи
Деже Костолањи (мађ. Kosztolányi Dezső; Суботица, 29. март 1885 — Будимпешта, 3. новембар 1936) је био мађарски књижевник, новинар, публициста, преводилац књижевних дела. Опробао се у готово свим књижевним родовима, од поезије преко есејистике, до позоришних комада. Градећи сопствени стил, користио је француски симболизам, импресионизам, експресионизам, психолошки реализам, а сматра се и зачетником футуризма у својој средини. Још за живота је преведен на све европске језике.

## Биографија
Рођен је у Суботици, где је завршио гимназију. Међутим, због сукоба са наставником напустио је школу пре матуре и поред тога што му је отац Арпад Костолањи био директор школе. Студије је наставио у Будимпешти (1903), где се дружио са Михаљем Бабичем и Ђулом Јухасом, великим мађарским књижевницима.
Прву песму објавио је 1901. године, прву збирку песама 1907, а прву награду освојио је 1910. са збирком „Жалбе лошег детета“. Од 1904. се бавио и новинарством. У почетку је писао за Суботичке листове, а касније је радио као сарадник „Пештанског Дневника“ (мађ. Budapesti Napló) (1906).
У периоду од 1908. до 1910. путовао је по Европи. У пролеће 1909. је посетио Београд. Своје утиске о егзотичној слици тадашњег главног града: улицама, народу, кафанама, одборницима у скупштини, Народном музеју, Универзитетској библиотеци Лицеј, објавио је у облику два кратка путописа („Београдски дневник“ и „Српски мозаик“) у часопису „Élet“ (Живот). Касније их је објединио и објавио у књизи под називом „Мастило“.
Ипак, за њега је родни крај био највећа инспирација. Многи његови романи, од којих најпознатији „Шева“ (1924), „Златни змај“ (1926) и део приповедака из „Корнел Вечерњи“ воде порекло из његових Суботичких дана, што је и сам напомињао:
Онај ко овде одрасте, том су очи шире него онима који животно крштење доживе у једној мудро уређеној престоници. Мене су тајанственост која се скрива у мађарској провинцији и мистика која се скрива у човеку из паланке нагнале на писање и само се у тој мери осећам писцем у којој сам добио снагу од силе која делује у провинцији.— Деже Костолањи
Од раних година патио је од отежаног дисања, највероватније астме. Ове проблеме од којих је патио, на симболичан начин описао је између осталог у чланку о Суботици, Бачкој булци: „Прашина низијска“ у часопису „Élet“:
Онима који знају и воле да пишу, посвећујем овај наслов, и молим да за њега напишу роман. Прашина низијска, прашина Бачке је та, о којој ја још ништа чуо нисам. Мада човеку треба само две недеље да се кваси у соли ове атмосфере Бачке па да открије овај чудан елемент, ове честице сивила, које ноћу лупају по мрежи на прозору, које грло суше, плућа разарају, разбољевају и заводе. Ова прашина ничему налик није. Ова прашина има неку своју структуру, посебну хемију, штавише, своју филозофију.— Даже Костолањи, 18. септембар 1910
Свест о болести и пролазности живота одразили су се и на његов књижени стил, који су многи критичари окарактерисали као сецесијски култ смрти. И ако се окушао у разним жанровима, по неким критичарима, он је пре свега био песник, јер се чак и у прозном раду осећа поезија. С друге стране, неки Костолањијеви есеји и полемике о превођењу актуелни су још и данас.
Први знаци тешке болести: рака грла, појавили у се 1933. У наредном периоду оперисан је неколико пута, да би 1936. умро у 51. години живота, у предграђу Будимпеште.

## У његову част
У Суботици, његово име носе позориште алтернативног приступа и гимназија за талентоване ученике, а у парку у улици Шандора Петефија налази се спомен-обележје подигнут 2014. године са скулптуром, аутора Тибора Сарапке и бистом, аутора Алмаши Габора, постављена 1985. године. Сваке године одржавају се Дани Дежеа Костолањија.